# Musikåret 1999

## Händelser

### Januari
- 23 – Svensk populärmusik skördar vid 1900-talets slut stora internationella framgångar, och på Midemgalan i Cannes finns bland andra Robyn, Meja, Emilia Rydberg, Jennifer Brown, Nina Persson, Per Gessle, Björn Ulvaeus och Max Martin.[1]

### Februari
- 11–13 – Sundsvall är så kallad "Popstad" i dagarna tre.[2]
- 15 – Årets Grammisgala i Sverige äger rum och sänds i TV 4 [3].
- 27 – Charlotte Nilssons låt Tusen och en natt vinner den svenska uttagningen till Eurovision Song Contest i Victoriahallen i Älvsjö [4].

### Mars
- 19 – Ulf Lundell upprörs över DN:s rockkritiker Karolina Ramström, brev från henne publiceras i antologin "Fittstim".[5]

### April
- 6 – Abba-musikalen Mamma Mia! har premiär i London.[6]
- 30 – Alice Babs inleder en turné tillägnad Duke Ellington, som skulle fyllt 100 år under 1999.[5]

### Maj
- 29 – Charlotte Nilssons låt Tusen och en natt vinner, på engelska som "Take Me to Your Heaven", Eurovision Song Contest i Jerusalem för Sverige [7].

### Juni
- 8 – Dansstället Lorry i Sundbyberg brinner ned.[5]
- 19 – En 19-årig flicka kläms ihjäl på Hultsfredsfestivalen.[5]
- 19 – KROQ Weenie Roast, endagarsfestival med Blink-182, Freestylers, Kid Rock, Korn, Limp Bizkit, Lit, Live, The Living End, Lo Fidelity Allstars, Metallica, Moby, Orgy, Pennywise, The Red Hot Chili Peppers, Smash Mouth och Sugar Ray på Verizon Wireless Amphitheater i Los Angeles, Kalifornien, USA.[8]

### Augusti
- 31 – Den tyska hårdrocksgruppen Rammstein släpper sitt första livealbum, Live aus Berlin.

### September
- 16 – En 17-åring i Sverige frias för "musikstöld" på Internet, vilket blir ett nederlag för skivbolag som försöker stoppa musikkopiering.[5]

### Oktober
- 4 – Ett planerat diskotek i en lagerbyggnad, där bland annat fångarnas avklippta hår förvarades, utanför Auschwitz, sedan tidigare godkänt av myndigheterna i Oświęcim, stoppas av distriktsguvernören efter stora protester.[9]

### November
- November – Britney Spears kommer till Stockholm i Sverige för att spela in låtar till sitt kommande album Oops!... I Did It Again i Cheiron-studion med producenten Max Martin.
- 13 – Wizex vinner tävlingen Dansbandslåten med låten Djupa vatten, skriven av Lars Diedricson och Ulf Georgsson. Evenemanget direktsänds i TV 4 [10].

### December
- 11–12 – KROQ Almost Acoustic Christmas, endagarsfestival med Tori Amos, Fiona Apple, Beck, Blink-182, Bush, Foo Fighters, Oasis, Powerman 5000, Save Ferris, 311 och Rob Zombie på Pond of Anaheim i Los Angeles, Kalifornien, USA.[11]
- 6 – Kent släpper sitt tredje album, Hagnesta Hill.
- 31 – Jean Michel Jarre håller en friluftskonsert nära pyramiderna på Gizaplatån för att välkomna det nya årtusendet.

## Priser och utmärkelser
- Albin Hagströms Minnespris – Janne Schaffer[5]
- Atterbergpriset – Tommy Zwedberg
- Stora Christ Johnson-priset – Klas Torstensson för Stick on Stick och Urban Songs
- Mindre Christ Johnson-priset – Thomas Jennefelt för Musik vid ett berg
- Cornelis Vreeswijk-stipendiet – Ola Magnell
- Crusellstipendiet – Stefan Solyom
- Fred Åkerström-stipendiet – Margareta Kjellberg
- Gevalias musikpris – Victoria Granlund
- Hambestipendiet – Hans Kennemark
- Hugo Alfvénpriset – Maurice Karkoff[5]
- Jan Johansson-stipendiet – Joakim Milder
- Jazz i Sverige – Magnus Lindgren
- Jazzkatten
  - ”Årets jazzmusiker” – Magnus Lindgren
  - ”Årets jazzgrupp” – Bernt Rosengren Oktett
  - ”Årets nykomling” – Magnus Lindgren
  - ”Musiker som förtjänar större uppmärksamhet/Grand Cru” – Gustavo Bergalli
- Jenny Lind-stipendiet – Elin Carlsson
- Johnny Bode-stipendiet – Danne Stråhed
- Jussi Björlingstipendiet – Putte Wickman
- Lars Gullin-priset – Gunnar Bergsten
- Medaljen för tonkonstens främjande – Kerstin Meyer, Hans Leygraf, Olle Adolphson och Sigvard Hammar
- Musikexportpriset – Cheiron Productions
- Nordiska rådets musikpris – Leif Segerstam, Finland
- Norrbymedaljen – Cecilia Rydinger Alin
- Polarpriset – Stevie Wonder och Iannis Xenakis
- Rosenbergpriset – Mikael Edlund
- Schockpriset – Kronos Quartet, USA
- Spelmannen – Freddie Wadling
- Svenska Dagbladets operapris – Gunilla Stephen-Kallin
- Tigertassen – Magnus Uggla
- Ulla Billquist-stipendiet – Cajsalisa Ejemyr
- Årets körledare – Erik Westberg
- Årets barn- och ungdomskörledare – Karin Fagius

## Årets album
Vänligen sortera soloartister på efternamn, musikgrupper på förstabokstaven (utan engelskans "The" och "A")

### A – G
- Ace of Base – Singles of the 90's (samlingsskiva)
- AFI – All Hallow's EP
- AFI – Black Sails in the Sunset
- Christina Aguilera – Christina Aguilera
- Angelica Agurbash – Dlya tebya
- Amon Amarth – The Avenger
- Tori Amos – To Venus and Back
- Anthrax – Return of the Killer A's
- Antique – Opa Opa
- Fiona Apple – When the Pawn...
- Arch Enemy – Burning Bridges
- Barbados – Belinda
- Agneta Baumann – Comes Love…
- Beck – Midnight Vultures
- Ben Folds Five – The Unauthorized Biography of Reinhold Messner
- Bettan & Jan Werner – Bettan & Jan Werners jul [12]
- Black Ingvars – Heaven Metal
- Blandade artister – Absolute ’99 – The Best of 1999
- Blandade artister – Dans Mix 99
- Blandade artister – De bästa barnlåtarna
- Mary J. Blige – Mary
- Blink-182 – Enema of the State
- Bo Kaspers Orkester – Hittills (samlingsskiva)
- Andrea Bocelli – Sogno, Sacred Arias
- Burzum – Hliðskjálf
- Cake – Prolonging the Magic
- Candlemass – From the 13th Sun
- Cannibal Corpse – Bloodthirst
- Carola Häggkvist – Jul i Betlehem
- Ceremonial Embrace – Beyond the Oblivion (EP)
- Chris Cornell – Euphoria Morning (debutalbum)
- Crimson Glory – Astronimica
- Eva Dahlgren – Lai lai
- Christos Dantis – To Palio Mou Palto
- Kikki Danielsson – I mitt hjärta
- Darkthrone – Ravishing Grimness
- Def Leppard – Euphoria
- Di Leva – För Sverige i rymden (samlingsskiva)
- Doktor Kosmos – Evas story
- Dream Theater – Metropolis Part 2: Scenes from a Memory
- Missy Elliot – Da Real World
- E-Type – Greatest Hits (samlingsskiva)
- Eminem – The Slim Shady LP
- Eurythmics – Peace
- Face to Face – Ignorance is Bliss
- Christian Falk – Quel Bordel
- Fantômas – Fantômas
- Fear Factory – Obsolete
- Foo Fighters – There Is Nothing Left to Lose
- Front Line Assembly – Implode
- Eric Gadd – Spirit
- Galadriel – The Mirror of Ages
- Gamma Ray – Powerplant
- Jan Garbarek & The Hilliard Ensemble – Mnemosyne
- Goo Goo Dolls – Dizzy Up the Girl

### H – R
- The Hellacopters – Grande Rock
- Helloween – Metal Jukebox
- HIM – Razorblade Romance
- In Flames – Colony
- Patrik Isaksson – När verkligheten tränger sig på (debut)
- Keith Jarrett – The Melody at Night, with You
- Jan Johansson – Younger Than Springtime 1959-61
- Andreas Johnson – Liebling
- Anders Jormin – Silvae
- Björn J:son Lindh - In the Air
- Ken – Vägen tillbaka (debut)
- Kent – Hagnesta Hill
- KMFDM – Adios
- Korn – Issues
- Diana Krall – When I Look in Your Eyes
- Limp Bizkit – Significant Other
- Magnus Lindgren – Way Out (debut)
- Jeanette Lindström – Sinatra/Weill
- Live – The distance to Here
- Lok – Naken, blästrad och skitsur (debut)
- Lotta Engbergs – Tjejer & snubbar, kärringar & gubbar [13]
- Jan Lundgren – Something to Live For
- Machine Head – The Burning Red
- Markoolio – Dikter från ett hjärta
- Martin – En helt vanlig Svensson
- Ricky Martin – Ricky Martin
- Al McKibbon – Tumbao Para Los Congueros Di Mi Vida (första under eget namn)
- Megadeth – Risk
- Brad Mehldau – The Art of the Trio IV: Back at the Vanguard
- Brad Mehldau – Elegiac Cycle
- Metallica – S&M
- Moby – Play
- Mr. Bungle – California
- Necrophagist – Onset of Putrefication
- Nine Inch Nails – The Fragile
- No Use for a Name – More Betterness
- Ol' Dirty Bastard – Nigga Please
- Opeth – Still Life
- Orgy – Candyass
- Anne Sofie von Otter – Home for Christmas
- Tom Paxton – A Car Full Of Fun Songs
- Tom Paxton – Fun Food Songs
- Tom Paxton – Fun Animal Songs
- Pet Shop Boys – Nightlife
- Petter – Bananrepubliken
- Andreas Pettersson – Duke with a Gibson
- Primus (musikgrupp) – Antipop
- Queens of the Stone Age – Queens of the Stone Age (debutalbum)
- Queensrÿche – Q2K
- Rage Against the Machine – The Battle of Los Angeles
- Rammstein – Live aus Berlin
- Red Hot Chili Peppers – Californication
- Robyn – My Truth
- Roxette – Have a Nice Day [14]

### S – Ö
- Sahara Hotnights – C'mon let's pretend
- Savage Garden – Affirmation
- Mauro Scocco – Tillbaks till världen
- Scorpions – Eye II Eye
- Silverchair – Neon Ballroom
- Skunk Anansie – Post Orgasmic Chill
- Slipknot – Slipknot
- Britney Spears – ...Baby One More Time
- Bruce Springsteen – 18 Tracks
- Staind – Dysfunction
- Tomasz Stańko – From the Green Hill
- Bobo Stenson – Serenity
- Ted Ström – regi: Lars Molin, musik: Ted Ström
- Suede – Head Music
- Sugar Ray – 14:59
- Testament – The Gathering
- Thåström – Det är ni som e dom konstiga det är jag som e normal
- TLC – Fanmail
- Travis – The Man Who
- Triantafillos – I Agapi Den Pernaei
- Freddie Wadling – En skiva till kaffet
- Despina Vandi – Profities
- Tom Waits – Mule Variations
- The Wannadies – Yeah
- Weeping Willows – Endless Night
- The White Stripes – The White Stripes (debutalbum)
- Lars Winnerbäck – Kom

## Årets singlar och hitlåtar
Vänligen sortera soloartister på efternamn, musikgrupper på förstabokstaven (utan engelskans "The" och "A")
- Björn Afzelius – Farväl till släkt och vänner
- Bryan Adams med Melanie C – When You're Gone
- Christina Aguilera – Genie in a Bottle
- A-Teens – Mamma Mia
- Brandy – Almost Doesn't Count
- Backstreet Boys – I Want It That Way
- Kikki Danielsson med Ole Ivars – I mitt hjärta brinner lågan
- Kikki Danielsson med Ole Ivars – "Jag trodde änglarna fanns"
- Good Charlotte – Little Things
- Dilba – You & I
- E-Type – Hold Your Horses
- E-Type – Princess of Egypt
- Whitney Houston – My Love is Your Love
- Whitney Houston – It's Not Right But It's OK
- Patrik Isaksson – Du får göra som du vill (debutsingel)
- Ronan Keating – When You Say Nothing at All
- Kent – Musik Non Stop
- Len – "Steal My Sunshine"
- Lotta Engbergs – Tjejer & snubbar, kärringar & gubbar
- Madonna – "Beautiful Stranger"
- Lene Marlin – "Unforgivable Sinner"
- Lene Marlin – "Sitting Down Here"
- Martin – (Du är så) Yeah Yeah Wow Wow
- Ricky Martin – Livin' la vida loca
- Mr. Oizo – "Flat Beat"
- Wizex – Tusen och en natt/Take Me to Your Heaven
- Pet Shop Boys – I Don't Know What You Want But I Can't Give It Any More
- Pet Shop Boys – New York City Boy
- Primal Scream – Swastika Eyes
- Tracie Spencer – It's All About You (Not About Me)
- Robyn – Electric
- Roxette – Anyone [14]
- Roxette – Salvation [14]
- Roxette – Stars [14]
- Roxette – Wish I Could Fly [14]
- S Club 7 – Bring It All Back
- Sahara Hotnights – Quite a Feeling
- Sixpence None the Richer – Kiss Me
- Britney Spears – ...Baby One More Time
- Steps – Heartbeat/Tragedy
- Suede – Electricity
- Suede – She's in Fashion
- Texas – Summer Son
- TLC – No Scrubs
- Travis – Driftwood
- Travis – Turn
- Travis – Writing to Reach You
- Travis – Why Does it Always Rain on Me?
- Shania Twain – Man! I Feel Like a Woman!
- Shania Twain – That Don't Impress Me Much

## Årets sångböcker och psalmböcker
- Barnens svenska sångbok

## Sverigetopplistan1999
| Datum                 | Låttitel                         | Artist/grupp    | Bakgrund      |
| --------------------- | -------------------------------- | --------------- | ------------- |
| 14 januari 1999 (5v)  | Pretty Fly (For a White Guy)     | The Offspring   | USA           |
| 18 februari 1999 (4v) | Vi drar till fjällen             | Markoolio       | Sverige       |
| 18 mars 1999 (3v)     | ...Baby One More Time            | Britney Spears  | USA           |
| 8 april 1999 (2v)     | (Du är så) Yeah Yeah Wow Wow     | Martin          | Sverige       |
| 22 april 1999 (4v)    | Boom, Boom, Boom, Boom!!         | Vengaboys       | Nederländerna |
| 20 maj 1999 (8v)      | Mamma Mia                        | A-Teens         | Sverige       |
| 15 juli 1999 (7v)     | Mambo No. 5 (A Little Bit of...) | Lou Bega        | Tyskland      |
| 2 september 1999 (8v) | Blue (Da Ba Dee)                 | Eiffel 65       | Italien       |
| 28 oktober 1999 (5v)  | The Bad Touch                    | Bloodhound Gang | USA           |
| 2 december 1999 (6v)  | Millennium 2                     | Markoolio       | Sverige       |

## Jazz
- Jane Ira Bloom: The Red Quartets
- Steve Coleman: The Sonic Language of Myth – Believing Learning Knowing
- Marty Ehrlich: Malinke's Dance
- Bill Dixon: Papyrus I
- Guillermo Gregorio: Red Cubed
- Paul Dunmall: Bebop Starburst
- Matthew Shipp: Expansion Power Release
- Misha Mengelberg: Solo
- Marilyn Crispell: Red
- Marilyn Crispell: Blue
- Evan Parker: After Appleby
- Joshua Redman: Beyond

## Klassisk musik
- Samuel Adler – Viola Concerto
- Leonardo Balada – Piano Concerto No. 3
- Michael Daugherty – Hell's Angels
- Joël-François Durand – La Terre et le Feu for oboe and orchestra
- Carlo Forlivesi – Requiem
- Juan Guinjoan – Fanfarria

## Födda
- 5 januari – Miguelito, amerikansk sångare.
- 5 januari – Marc Yu, amerikansk pianist.
- 8 april – Jacob Guay, kanadensisk sångare.
- 18 maj – Laura Omloop, belgisk sångare.
- 14 juli – Camryn, amerikansk sångare.
- 22 september – Tallan Latz, amerikansk bluesgitarrspelare.
- 27 oktober – Haruka Kudō, japansk sångare.

## Avlidna
- 23 januari – Eva-Lisa Lennartsson, 88, svensk sångare.
- 15 februari – Big L, 24, amerikansk rappare.
- 16 februari – Björn Afzelius, 52, svensk sångare och proggartist.[5]
- 2 mars – Dusty Springfield, 59, brittisk sångare.
- 8 mars – Hans Eklund, 71, svensk tonsättare.
- 8 mars – Peter Himmelstrand, 62, svensk journalist och låtskrivare.
- 12 mars – Sir Yehudi Menuhin, 82, amerikansk-brittisk violinist.
- 18 maj – Augustus Pablo, 44, jamaicansk musiker.
- 24 maj – Olle Sivall, 80, svensk operasångare.
- 4 juni – Edith Oldrup-Björling, 86, dansk operasångare.
- 5 juni – Mel Tormé, 73, amerikansk jazzsångare, kompositör och sångförfattare.
- 1 juli – Dennis Brown, 42, jamaicansk reggaesångare.
- 1 juli – Guy Mitchell, 74, amerikansk sångare.
- 1 juli – Stig Westerberg, 80, svensk dirigent.[5]
- 2 juli – Ricke Löw, 76, svensk kapellmästare, dragspelare och kompositör.
- 6 juli – Joaquín Rodrigo, 97, spansk tonsättare och pianist.
- 8 september – Moondog, pseudonym för Louis Thomas Hardin, 83, amerikansk kompositör.
- 25 september – Björn Lindroth, 67, svensk regissör, manusförfattare, konstnär och sångtextförfattare.
- 17 november – Leif ”Smoke Rings” Anderson, 74, svensk radioman och känd för radioprogrammet Smoke Rings som spelade mycket jazz.
- 30 november – Charlie Byrd, 74, amerikansk jazzgitarrist och kompositör.
- 3 december – Scatman John, 57, amerikansk musiker.
- 10 december – Rick Danko, 56, amerikansk rockmusiker, basist och sångare i The Band.

### Fotnoter
1. ↑  ”Aftonbladet”. 23 januari 1999. http://wwwc.aftonbladet.se/noje/9901/23/pop.html. Läst 3 juli 2011.
2. ↑  ”Svensk mediedatabas”. http://smdb.kb.se/catalog/search?q=Popstad+typ%3Aradio&sort=OLDEST. Läst 3 juli 2011.
3. ↑  Information i Svensk mediedatabas.
4. ↑  ”Poplight – Melodifestivalen”. Arkiverad från originalet den 24 maj 2012. https://archive.is/20120524214328/http://poplight.zitiz.se/melodifestivalen/1999. Läst 24 maj 2012.
5. 1 2 3 4 5 6 7 8 9   När Var Hur 2000. Forum
6. ↑  'Mamma Mia' listing london-theatreland.co.uk, läst 6 februari 2010
7. ↑  ”Poplight – Eurovision Song Contest”. Arkiverad från originalet den 24 maj 2012. https://archive.is/20120524214329/http://poplight.zitiz.se/eurovision-song-contest/1999. Läst 24 maj 2012.
8. ↑  ”Review: ‘KROQ Weenie Roast’” (på engelska). variety.com. Arkiverad från originalet den 15 augusti 2014. https://web.archive.org/web/20140815201159/http://variety.com/1999/music/reviews/kroq-weenie-roast-1117499922/. Läst 15 augusti 2014.
9. ↑   När Var Hur 2001. DN
10. ↑  Information i Svensk mediedatabas.
11. ↑  ”Review: ‘Almost Acoustic Christmas’” (på engelska). 12 december 1999. Arkiverad från originalet den 15 augusti 2014. https://web.archive.org/web/20140815203218/http://variety.com/1999/music/reviews/almost-acoustic-christmas-1200460058/. Läst 15 augusti 2014.
12. ↑  Elisabeth Andreassen fansite – Skivhistorik
13. ↑  Lotta Engbergs diskografi Arkiverad 3 februari 2011 hämtat från the Wayback Machine.
14. 1 2 3 4 5  Roxettes diskografi Arkiverad 24 augusti 2011 hämtat från the Wayback Machine.